# Sisalikujärv
Sisalikujärv (est. Sisalikujärv) – jezioro w gminie Illuka, w prowincji Virumaa Wschodnia, w Estonii. Położone jest na terenie obszaru chronionego krajobrazu Kurtna (est. Kurtna maastikukaitseala). Ma powierzchnię 0,3 hektara, linię brzegową o długości 243 m. Jest otoczone lasem. Jest jednym z 42 jezior wchodzących w skład pojezierza Kurtna (est. Kurtna järvestik). Sąsiaduje z jeziorami Peen-Kirjakjärv, Konsu, Räätsma, Kurtna Ahvenjärv, Kurtna Saarejärv.